# Mandevilla villosa
Mandevilla villosa är en oleanderväxtart som först beskrevs av John Miers, och fick sitt nu gällande namn av R. E. Woodson. Mandevilla villosa ingår i släktet Mandevilla och familjen oleanderväxter. Inga underarter finns listade i Catalogue of Life.